# Матю Лилард
Матю Лин Лилард (на английски: Matthew Lyn Lillard; роден на 24 януари 1970 г.) е американски актьор. По-известни филми с негово участие са „Хакери“ (1995), „Писък“ (1996), „Скуби-Ду“ (2002) и „Скуби-Ду 2: Чудовища на свобода“ (2004).

## Избрана филмография
- Хакери (1995)
- Писък (1996)
- Писък 2 (1997)
- Без чувства (1998)
- Лятна свалка (2001)
- 13 призрака (2001)
- Скуби-Ду (2002)
- Шантави рисунки: Отново в действие (2003)
- Идеалният резултат (2004)
- Скуби-Ду 2: Чудовища на свобода (2004)
- Без гребло (2004)
- Американски татко! (2005)
- Смяна (2006)
- Разведен (2008)
- Скуби-Ду: Абракадабра-Ду (2010)
- Скуби-Ду: Ужас в лагера (2010)
- Скуби-Ду! Мистерия ООД (2010)
- Д-р Хаус (2011)
- Скуби-Ду: Легенда за Фантозавъра (2011)
- Д-р Хаус (2011)
- Генератор Рекс (2011)
- Потомците (2011)
- Батман: Смели и дръзки (2011)
- Честни измамници (2012)
- Скуби-Ду: Музиката на вампира (2012)
- Скуби-Ду на върха (2012)
- Престъпни намерения (2012)
- Скуби-Ду: Маската на Синия сокол (2013)
- Приключенията на Скуби-Ду: Мистериозната карта (2013)
- Скуби-Ду: Сценична треска (2013)
- Пазете се от Батман (2013)
- Скуби-Ду: Мистерията за Кечмания (2014)
- Скуби-Ду: Франкенстрашно (2014)
- Добрата съпруга (2014)
- Скуби-Ду и WWE: Проклятието на пилота-фантом (2015)
- Спокойно, Скуби-Ду! (2015)
- Скуби-Ду: Безумни лунни чудовища (2015)
- Скуби-Ду и Kiss: Мистерията на рокендрола (2015)
- Лего Скуби-Ду: Призраци в Холивуд (2016)
- Скуби-Ду: Призрачният каубой (2017)
- Да живее Крал Джулиън! (2017)
- Свръхестествено (2018)
- Скуби-Ду и Батман: Дръзки и смели (2018)
- Малки титани: В готовност! (2019)
- Скуби-Ду и виж кой друг! (2019)
- Скуби-Ду: Завръщане на острова на зомбитата (2019)
- Скуби-Ду и проклятието на 13-ия дух (2019)
- Честит Хелоуин, Скуби-Ду! (2020)
- Скуби-Ду! Номер или лакомство (2022)
- Писък (2022)
- Милиарди (2022)
- Нощна смяна във „Фреди“ (2023)

## Личен живот
На 12 август 2000 г. се жени за Хедър Хелм, от която има три деца. Семейството живее в Лос Анджелис.